# Colias aias
Colias aias ist ein Schmetterling aus der Familie der Weißlinge (Pieridae) in der Unterfamilie der Gelblinge. Er kommt nur sehr lokal in der Umgebung aktiver Vulkane in Japan vor.

## Merkmale
Colias aias hat eine Flügelspannweite von 45 Millimeter bei den Männchen und 48 Millimeter bei den Weibchen. Die Männchen sehen dem Hochmoorgelbling (Colias palaeno) ähnlich. Sie sind aber größer und haben eine viel breitere schwarze Randbinde, besonders auf den Vorderflügeln, wo sich ein breiter schwarzer Zahn im Analwinkel proximalwärts bis zur Flügelmitte erstreckt, während bei Hochmoorgelblingen in den Alpen dieser Zahn entweder fehlt oder nur als kurze, dünne Linie erscheint. Colias aias hat außerdem eine gleichmäßigere und satter grüne Färbung der Flügelunterseite. Die Basalhälfte der Vorderflügel ist gelblich und nicht orangefarben, sodass sie stark an C. palaeno aus Lappland erinnert.

### Ähnliche Arten
- Colias palaeno sugitanii Esaki, 1929, ist die andere in Japan vorkommende Art aus dem C.-palaeno-Artkomplex. Sie fliegt im Hida-Gebirge in den nördlichen japanischen Alpen im Grenzgebiet der Präfekturen Nagano und Toyama.[2]

## Vorkommen und Lebensraum

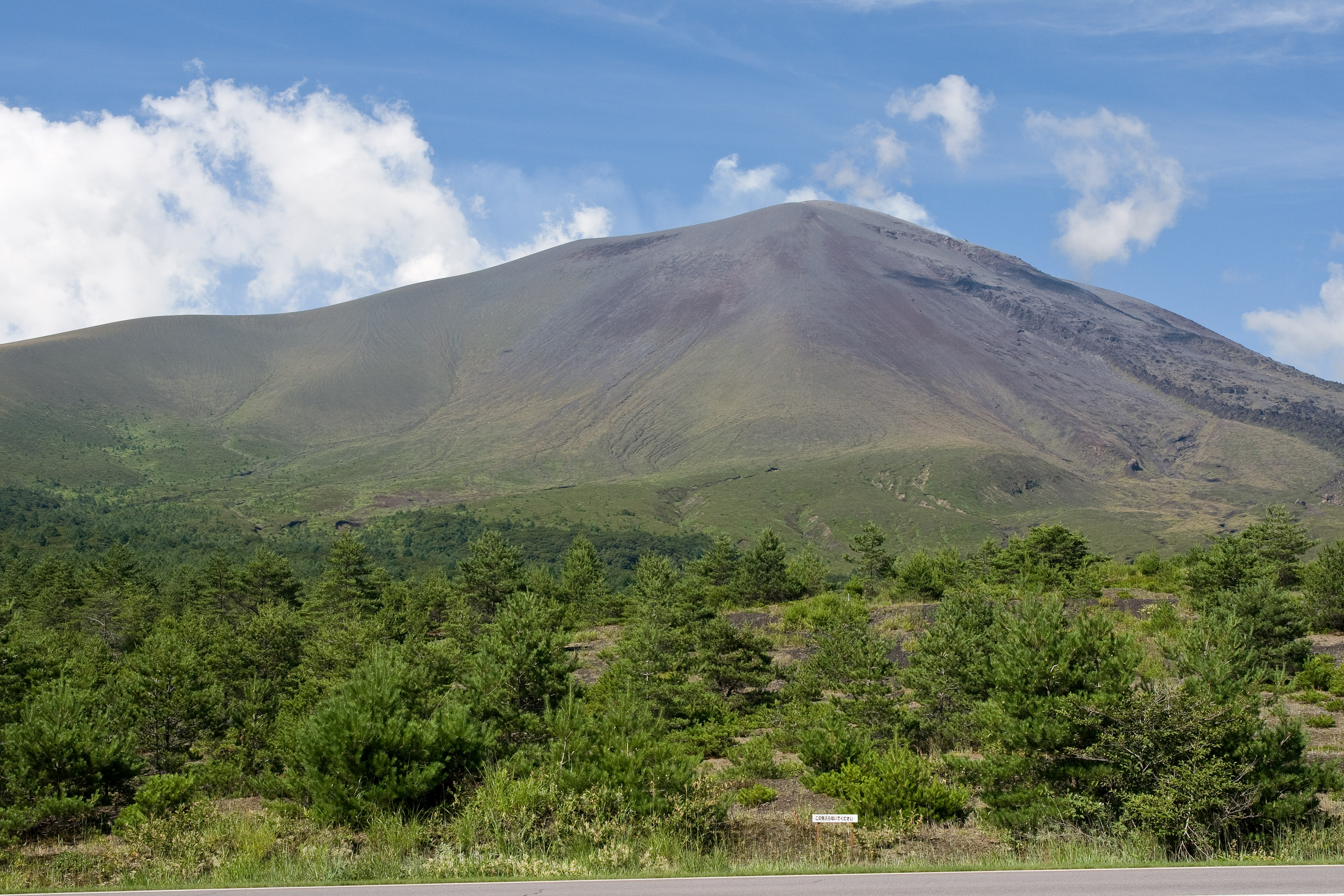
Der Vulkan Asama

Colias aias lebt im Grenzgebiet der Präfekturen Nagano und Gunma auf der japanischen Hauptinsel Honshū in über 2000 Meter Höhe. Das Gebiet ist für seine aktiven Vulkane bekannt. Vorkommen sind von den Bergen Asama, Kusatsu-Shirane, Azumaya, Kagonoto, Kakuma, Mizunoto, Neko, Shakuson, Takamine, Yunomaru, Sanpo-ga-mine, Yoshi-ga-daira und dem Yamada Pass bekannt. Colias aias fliegt dort an steilen Hängen, die meist aus Lava bestehen, und auf denen trotzdem Heidelbeeren (Vaccinium) wachsen.

### Flug- und Raupenzeiten
Die Falter fliegen im September in einer Generation.

## Gefährdung und Schutz
Colias aias ist selten und steht unter Schutz. Sie kommt nur an wenigen Stellen vor, an denen die Nahrungspflanzen der Raupen wachsen und ist in der Umgebung aktiver Vulkane latent vom Aussterben bedroht.

## Systematik
Colias aias wurde von Fruhstorfer 1903 als Unterart des Hochmoorgelblings beschrieben. Fruhstorfer hatte nur eine unbekannte Anzahl Männchen vorliegen, ohne deren genauen Fundort zu kennen. Nach seiner Veröffentlichung erhielt er weitere Tiere, die er zur Typenreihe hinzufügte, eine Praxis die in Widerspruch zu den Internationalen Regeln für zoologische Nomenklatur steht. Die Falter wurden verkauft und waren nicht mehr Teil von Fruhstorfers Sammlung, als diese katalogisiert wurde. Drei Falter von Fruhstorfer, zwei Männchen und ein Weibchen, befinden sich heute im Zoologischen Museum der Nationalen Taras-Schewtschenko-Universität Kiew. Davon kann nur ein Männchen ein Syntyp sein, denn Weibchen lagen zum Zeitpunkt der Beschreibung nicht vor und das andere Männchen hat auf dem Etikett einen Fundort vermerkt. Bei Verhulst (2000) ist aias noch eine Unterart von paleano mit den Formen nekkana (Vorkommen in China und Synonym von C. palaeno poktussani) und sugitanii. Grieshuber, Worthy und Lamas (2012) geben aias Artstatus, auch aufgrund seines außergewöhnlichen Lebensraums.

## Etymologie
Die Art ist nach Aias (griechisch Αἴας, auch Ajax) benannt, Sohn des salamischen Königs Telamon. Der Name passt ganz gut, da Aias ein großer Mann gewesen sein soll und die Falter als größte Unterart des Hochmoorgelblings von Fruhstorfer beschrieben wurden.